# Friedrich zu Solms-Laubach

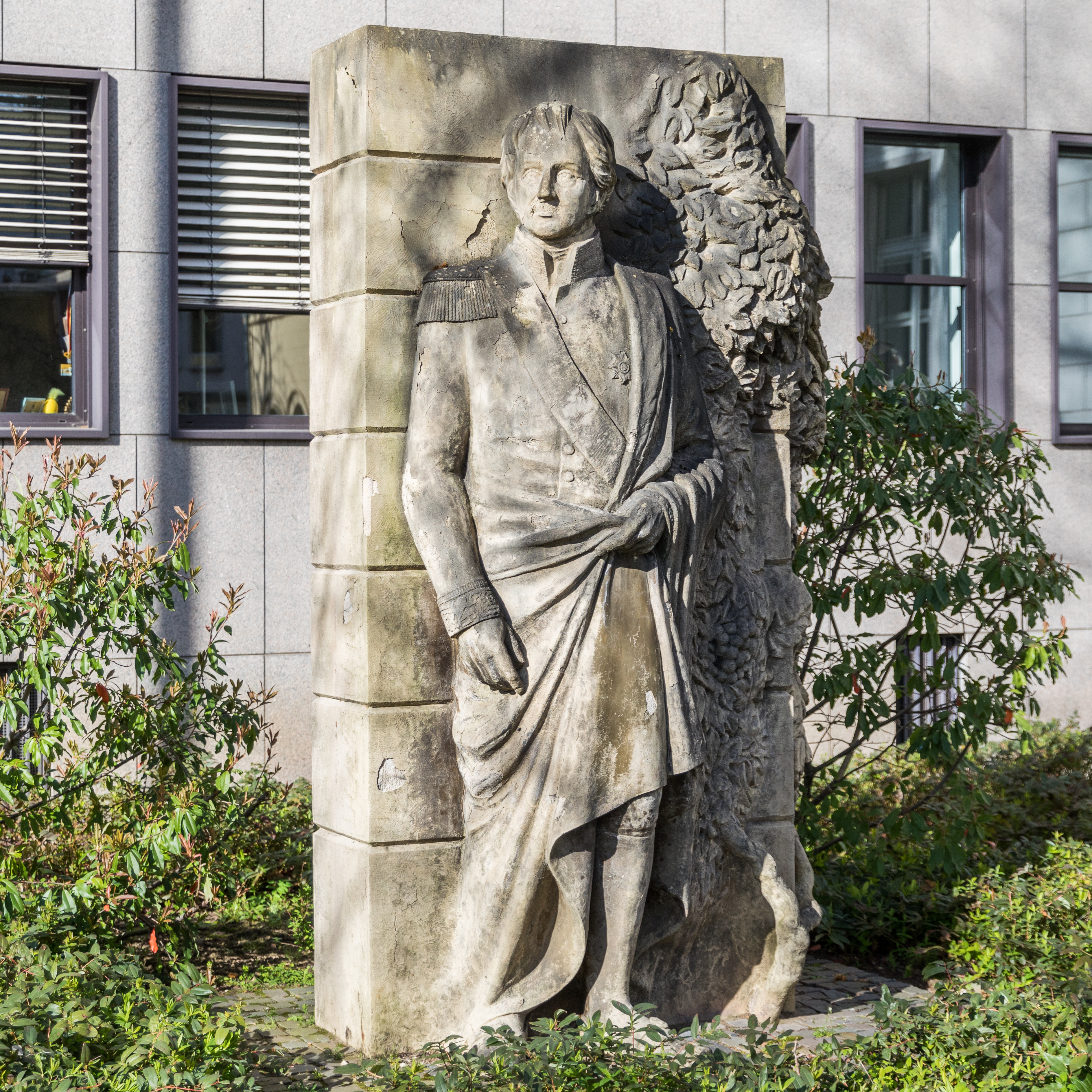
Denkmal zu Ehren von Friedrich Graf zu Solms-Laubach in Köln

Friedrich Ludwig Christian Graf zu Solms-Laubach (* 29. August 1769 in Laubach; † 24. Februar 1822 in Köln) war zunächst Mitglied des Reichshofrates in Wien. Später wurde er preußischer Beamter. Er war der erste – und einzige – Oberpräsident der Provinz Jülich-Kleve-Berg, die kurz nach seinem Tode mit der südlich angrenzenden Provinz Großherzogtum Niederrhein 1822 zur Rheinprovinz vereinigt wurde.

## Herkunft
Nach dem frühen Tod seines Vaters, des herzoglich braunschweigischen Gardeobersten und Generaladjutanten Georg August Wilhelm zu Solms-Laubach (* 1743), schon 1772 Erbgraf, folgte er 1784 dem Großvater Christian August (1714–1784) in der Regierung, zunächst unter der Vormundschaft seiner Mutter Elisabeth Charlotte Ferdinande, einer geborenen Prinzessin von Isenburg (1753–1829).

## Ancien Régime
Solms-Laubach erhielt eine Erziehung durch einen Hauslehrer und studierte dann 1786–1789 Rechtswissenschaften an der Universität Gießen. Eine praktische juristische Ausbildung erhielt er beim Reichskammergericht. Als Vertreter der Wetterauer Grafenbank nahm Solms-Laubach 1789/90 am Reichstag in Regensburg teil. 1790 nahm er an der Wahl Kaiser Leopolds in Frankfurt am Main teil.
Zwischen 1791 und 1797 war Solms-Laubach Reichshofrat in Wien. Danach vertrat er bis 1799 auf dem Rastatter Kongress die Wetterauer Grafenbank sowie den protestantischen Teil des westfälischen Grafenkollegiums.
Die Bitte um den Abschied aus dem Reichsdienst hatte Solms-Laubach unter anderem mit der Zerrüttung seiner persönlichen Verhältnisse begründet. Tatsächlich war es in den Jahren seiner Abwesenheit zur Verschuldung der Grafschaft gekommen.
In den folgenden Jahren kümmerte er sich vor allem um seine Besitzungen. Allerdings reiste er mehrfach als Gesandter anderer kleinerer Herrschaften nach Paris.
Im Zusammenhang mit der Bildung des Rheinbundes hatte Solms-Laubach 1806 durch die Rheinbundakte seine Souveränität an das Großherzogtum Hessen verloren.

### Familie
Friedrich zu Solms-Laubach heiratete 1797 Henriette von Degenfeld-Schomberg (* 23. Dezember 1776 in Stuttgart; † 26. Januar 1847 in Laubach). Tochter des Standesherren Christoph Graf von Degenfeld-Schomberg und Friederike Helene Elisabeth geb. Riedesel Freiin zu Eisenbach, Enkeltochter des Generals und Kriegsministers Christoph Martin von Degenfeld-Schomberg. Aus der Ehe gingen vier Söhne und eine Tochter hervor:
- Otto  (* 1. Oktober 1799 in Laubach; † 22. November 1872 ebenda), ⚭ 1832 Luitgarde Prinzessin zu Wied (* 4. März 1813; † 9. Juni 1870), Tochter von Johann August Karl Fürst zu Wied (1779–1836)
- Reinhard (* 11. August 1801 in Laubach; † 29. Oktober 1870 in Braunfels), preußischer Generalmajor, ⚭ 1836 Ida Prinzessin zu Isenburg-Büdingen in Büdingen (* 10. März 1817; † 31. Juli 1900), Tochter von Ernst Casimir I. Fürst zu Ysenburg und Büdingen (1781–1852)
- Rudolf (* 11. März 1803; † 28. Oktober 1884)
- Georg (* 24. Oktober 1805; † 3. April 1870)
- Ottilie (* 1807 auf Schloss Laubach; † 1884 auf Schloss Hungen), ⚭ 1828 Friedrich Wilhelm Ferdinand Fürst zu Solms-Braunfels (* 14. Dezember 1797 in Braunfels; † 3. Februar 1873 ebenda)

## Befreiungskriege und Wiener Kongress
Im Jahr 1813 war Solms-Laubach an maßgeblicher Stelle im Zentralverwaltungsdepartement des Freiherrn vom Stein beschäftigt. Er war zuständig für das Kreditwesen, für die Zentralhospizverwaltung sowie des Rheinschifffahrtsoktrois. Daneben war er Beauftragter an den Höfen der ehemaligen Rheinbundstaaten Hessen-Darmstadt und Nassau zu Überwachung von deren Verbindlichkeiten für die gemeinsamen Militärkosten gegen Frankreich. Auch nach dem Ende des Zentralverwaltungsdepartements behielt Solms-Laubach die Verwaltung des Rheinschifffahrtsverwaltung. Erst 1817 trat die Rheinschifffahrtskommission an seine Stelle. An der Vorbereitung zur Errichtung dieser Kommission hat er maßgeblich mitgewirkt.
Auf dem Wiener Kongress von 1814/15 war er Berater Hardenbergs und vor allem vom Steins. Auch am Entwurf einer Verfassung von Stein und Hardenberg war Solms-Laubach beteiligt. Er führte auch die Verhandlungen darüber in Wien. Aber der Entwurf scheiterte an Bedenken von verschiedenen Seiten. Seit demselben Jahr war er als der Vorsitzende des Vereins der Mediatisierten einer der bedeutendsten adeligen Interessenvertreter. Auf dem Wiener Kongress setzte er sich etwa für die Mediatisierten in Baden und Württemberg ein.
Im Jahr 1815 plädierte Solms in einer Denkschrift für eine deutsche Kaiserwürde zu Gunsten des Hauses Habsburg.

## Oberpräsident
Vor dem Hintergrund der Rückkehr Napoleons aus dem Exil trat Solms-Laubach 1815 in den preußischen Staatsdienst ein, ohne die Hoffnung auf die Erneuerung des Kaisertums aufzugeben. Anstatt wie erhofft die Provinz Niederrhein zu erhalten, wurde Solms 1816 zum Oberpräsidenten der Provinz Jülich-Cleve-Berg mit Dienstsitz in Köln und zugleich zum ersten Regierungspräsidenten in Köln ernannt. Nach Solms Tod wurden beiden Provinzen zur Rheinprovinz vereinigt.
Bereits im Vorfeld hat Solms-Laubach sich aktiv an der Neugestaltung der neuen Provinz beteiligt. Die Organisation der Verwaltung der Provinz in Köln folgte im Kern seinen Vorschlägen. Auch an der Einteilung des Gebiets in Landkreise hat er maßgeblich mitgewirkt. In zahlreichen Gutachten hat er sich später auch zur weiteren Ausgestaltung etwa des Amtes des Oberpräsidenten geäußert. Ziel war es deren Kompetenzen gegenüber denen der Bezirksregierungen zu verbessern und den Einfluss der Oberpräsidenten gegenüber der Zentralregierung zu vergrößern. Eingeflossen ist dies etwa in die Instruktion von 1817 und des Ressort-Reglement von 1818. Am 6. Dezember 1817 legte er gemäß § 13 der vorerwähnten Instruktion für die Oberpräsidenten das Präsidium der Kölner Regierung nieder.
Solms-Laubachs Hauptaufgabe war die Integration der rheinischen Bevölkerung in den preußischen Staat. Erschwert wurde dies durch Maßnahmen der Zentralregierung. Darunter fällt die Zensur des Rheinischen Merkur und die Behandlung von Joseph Görres. Insbesondere der Übergang zur Reaktionsära mit den Beschlüssen von Karlsbad und die Nichteinhaltung des Verfassungsversprechens von Friedrich Wilhelm III. haben die Aufgabe von Solms-Laubach erschwert. Hinzu kam die Kritik an der Wehrpflicht, der Angst vor dem Verlust der französisch geprägten Gerichtsverfassung und die negativen wirtschaftlichen Auswirkungen, die von der Aufhebung der Kontinentalsperre ausgingen. Für Solms-Laubach sprach, dass er kein Zentralist und Bürokrat im Sinne Hardenbergs war, sondern eher auf der liberaleren Linie vom Steins stand.
1818 wurde er erster Kurator der neu gegründeten Universität Bonn. Im Jahr 1819 wurde er zum Mitglied der Leopoldina gewählt.

## Standesherr im Großherzogtum Hessen
Im Zusammenhang mit der Errichtung des Rheinbundes hatte Solms-Laubach 1806 seine Souveränität an das neu gebildete Großherzogtum Hessen verloren. Wie die Oberhäupter der anderen mediatisierten Häuser erhielt auch Friedrich zu Solms-Laubach als Standesherr mit der Schaffung der Landstände des Großherzogtums Hessen qua Verfassung einen Sitz in der ersten Kammer der Landstände. Dieser gehörte er von 1820 bis zu seinem Tode 1822 an, ohne ihr förmlich beizutreten. Er wurde sogar von Ludwig I. zum Präsidenten der Kammer ernannt, zog es aber vor, zu den Landtagssitzungen nicht zu erscheinen. An seiner statt leitete Erbprinz Ludwig die Sitzungen. Nachfolger als Standesherr wurde sein Sohn Otto zu Solms-Laubach.